# Tola (postać animowana)

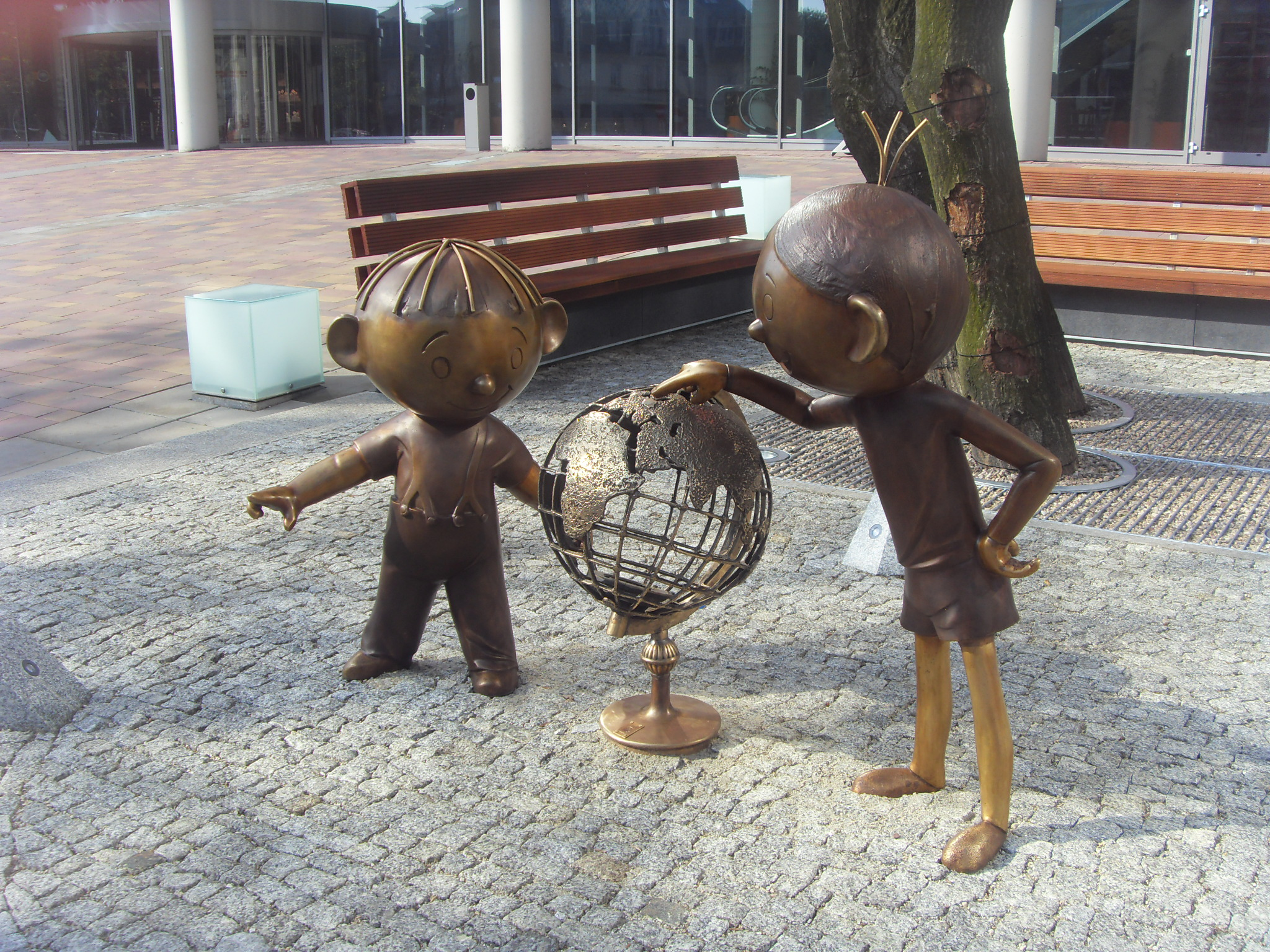
Pomnik bohaterów filmu "Bolek i Lolek" w Bielsku-Białej, nie uwzględniający postaci Toli

Tola – postać fikcyjna, bohaterka drugoplanowa animowanej bajki dla dzieci „Bolek i Lolek” wymyślonej przez Władysława Nehrebeckiego, dziewczynka o rudych włosach ubrana w niebieską sukienkę.

## Historia postaci
Tola dołączyła do chłopców z powodu presji ze strony młodych miłośniczek serialu, które domagały się żeńskiej bohaterki. Nie zagościła w serii na długo, ponieważ po zaledwie 30 odcinkach zniknęła z ekranów. Głównym powodem były jej problemy związane z dojrzewaniem, trudne do wytłumaczenia młodej widowni, oraz brak pomysłów na wspólne przygody trójki bohaterów. Tadeusz Kudła, późniejszy dyrektor studia, przyczynę zniknięcia postaci Toli ze scenariusza upatrywał w generalnym problemie przedstawiania problematyki płci w produkcjach dla dzieci:

Im więcej bohaterów na ekranie, tym film staje się bardziej płaski. Jak jest dwóch chłopców i dziewczynka, to pojawiają się problemy płci. A to nie było mile widziane. No bo jak? To bardzo trudne do opowiadania. Podczas kolaudacji mówiono, że Tola plącze się po ekranie i nie wiadomo, co z nią zrobić. I do dziś nie ma zgody, czy z Tolą było dobrze, czy źle

Nie było też pewne, czy Tola jest koleżanką czy kuzynką dwójki głównych bohaterów. W kolejnych latach w scenariuszach jest określana raz jednym, raz drugim sformułowaniem.

## Ekranowy debiut
Pierwszy raz Tola pojawiła się na ekranie w 1973, w czwartym odcinku serii „Przygody Bolka i Lolka” zatytułowanym „Tola”. W odcinku, którego akcja rozgrywa się 21 lipca 1972, chłopcy dostają telegram od Toli, informujący o jej przyjeździe. Bohaterowie, nie znając dziewczynki, wyobrażają ją sobie jako piękność o blond włosach. Podekscytowani jej przyjazdem chłopcy stroją się i zaopatrują się w prezenty dla Toli. Jednak dziewczynka nie odzwierciedla ich wyobrażeń o nowej koleżance. Bolek i Lolek, na początku rozczarowani koleżanką, szybko przekonują się o podobieństwie charakterów i akceptują dziewczynkę.

## Odcinki z Tolą
Łącznie Tola wystąpiła w 30 odcinkach animowanego serialu, 20 razy w Przygodach Bolka i Lolka, 8 razy w Olimpiadzie Bolka i Lolka, w której w rolę Toli wcieliła się Halina Chrobak, oraz 2 razy w Zabawach Bolka i Lolka.

### Przygody Bolka i Lolka
- Tola

- Biwak
- Nad jeziorem
- W puszczy
- Sierpniowa wędrówka
- Zdobywcy przestworzy
- Imieniny Toli
- Tajemnica Toli
- Zielone ścieżki
- Kanarek
- Na żaglówce
- Zgubiony ślad
- Wagary
- Harcerska warta
- Wakacje nad morzem
- Wakacyjne szlaki
- Morska wyprawa
- Prima aprilis
- Czarna Bandera
- Lotnicza przygoda

### Olimpiada Bolka i Lolka
- Tor przeszkód
- Skok w dal
- Pojedynek
- Siatkówka
- Żeglarstwo
- Igrzyska
- Kolarstwo
- Judo
- Dodatkowo w czołówce na początku każdego odcinka

### Zabawy Bolka i Lolka
- Mali filmowcy
- Niefortunne niańki